# Skylark (БПЛА)
Skylark («Жаворонок») — БПЛА, разработанный израильской компанией Silver Arrow, дочерней фирмой компании Elbit Systems.

## Варианты и модификации

### «Skylark-I» («Жаворонок-I»)
Переносной вариант с ручным запуском БПЛА. Масса аппарата — 5 кг, время нахождения в воздухе — 90 минут. Предназначен для наблюдения за территорией площадью 10 км². Электронная аппаратура способна с высоты в несколько сотен метров «разглядеть» отдельных людей на земле и передать картинку на монитор оператора. Посадка осуществляется вводом БПЛА в плоский штопор на надувную подушку. Впервые был представлен в 2003 году на авиасалоне в Париже.

### Skylark I LE
Модификация 2012-13 годов.
- Взлетный вес 7,5 кг.
- Размах крыльев 3 м.
- Максимальная полезная нагрузка 1,1 кг.
- Практический потолок 5000 метров.
- Расстояние эффективного использования 20-40 км.
- Время нахождения в воздухе — до 180 минут.

Привод электрический. При подъёме на высоту более чем 100 м на земле не слышен. Обслуживается двумя операторами. Поставляется более чем двадцати странам мира.

### Skaylark II («Жаворонок-II»)
Модификация 2012-13 годов.
- Взлетный вес 65 кг.
- Размах крыльев 6,5 м.
- Максимальная полезная нагрузка 9 кг.
- Практический потолок 5000 метров.
- Расстояние эффективного использования 60 км.
- Время нахождения в воздухе — до 240 минут.

Привод электрический. При подъёме на высоту более чем 150 м — на земле не слышен. Перевозится на двух легковых машинах с прицепом.

### Skaylark® III («Жаворонок-III»)
Модификация 2015-16 годов.
- Размах крыла: 4,8 м
- Масса:
  - взлётная: 40 кг
  - полезной нагрузки: до 10 кг
- Практический потолок: 1500 м
- Дальность эффективного использования: 100 км
- Продолжительность полёта: до 6 ч
- Способ запуска: с катапульты

## Потери
- 11 января 2007 над сектором Газа был сбит один израильский «Скайларк I»[5]
- 20 октября 2010 над сектором Газа был потерян один израильский «Скайларк I»[6]
- в мае 2012[7] в районе города Наблус (Шхем) разбился и был впоследствии эвакуирован один израильский БПЛА этого типа[8]
- 3 ноября 2013 в секторе Газа был потерян ещё один израильский «Скайларк I»[8]
- в январе 2017 в районе границы с Ливаном был утрачен один израильский БПЛА типа «Скайларк»[9]
- в середине марта 2017 в северной части сектора Газа[10] был утрачен ещё один израильский БПЛА типа «Скайларк»[9]
- 19 марта 2017 над территорией Сирии в районе Кунейтры вооружёнными силами Сирии был сбит ещё один израильский БПЛА типа «Скайларк»[9], обломки БПЛА были предъявлены сирийской стороной[11]

## Страны-эксплуатанты
- Израиль — в феврале 2004 года «Скайларк I» начал поступать в подразделения сухопутных войск ЦАХАЛ в рамках программы «Скай Райдер» (Sky Rider).
- Австралия — в ноябре 2005 года 6 шт. были заказаны для контингента в Ираке, в 2008 году был заключён контракт на поставку дополнительных аппаратов[12]
- Хорватия — в 2006 году были заказаны и в 2007 году поставлены два Skylark и два Hermes 450[13]
- Франция — в марте 2008 года заказаны для сил специального назначения
- Грузия — 4 шт. были получены в период до мая 2008 года[14]
- Казахстан — 6 шт. закуплено для опытной войсковой эксплуатации в 2013 году.

В 2003—2006 гг. комплекс поступил на службу в армии Нидерландов, Канады.